# Armatocereus arduus
Armatocereus arduus ist eine Pflanzenart in der Gattung Armatocereus aus der Familie der Kakteengewächse (Cactaceae). Das Artepitheton arduus stammt aus dem Lateinischen, bedeutet ‚steil‘ und verweist auf die aufsteigenden Triebe der Art.

## Beschreibung
Armatocereus arduus wächst baumförmig, verzweigt etwa 2 Meter über dem Boden und erreicht Wuchshöhen von 4 bis 8 Meter. Die aufrechten, graugrünen Triebe werden später bläulich. Sie sind in 10 bis 35 Zentimeter lange Segmente mit einem Durchmesser von 10 bis 13 Zentimeter gegliedert. Es sind acht bis 16 Rippen vorhanden, die 1 bis 2 Zentimeter hoch sind. Die nadeligen, grauen Dornen besitzen eine dunklere Spitze. Die ein bis drei ausgebreiteten Mitteldornen weisen eine Länge von 2 bis 10 Zentimeter auf. Die sechs bis zwölf spreizenden Randdornen sind nur wenige Millimeter lang.
Über die Blüten ist nichts bekannt. Die Früchte sind graugrün und bis zu 7 Zentimeter lang.
Die Art ist nur unzureichend bekannt.

## Systematik und Verbreitung
Armatocereus arduus ist in der peruanischen Region La Libertad bei El Chagual im Tal des Río Marañón in Höhenlagen von 1500 Metern verbreitet.
Die Erstbeschreibung durch Friedrich Ritter wurde 1981 veröffentlicht.

## Nachweise